# Blang Kutang
Blang Kutang is een bestuurslaag in het regentschap Bireuen van de provincie Atjeh, Indonesië. Blang Kutang telt 500 inwoners (volkstelling 2010).